# Storia dell'Algeria

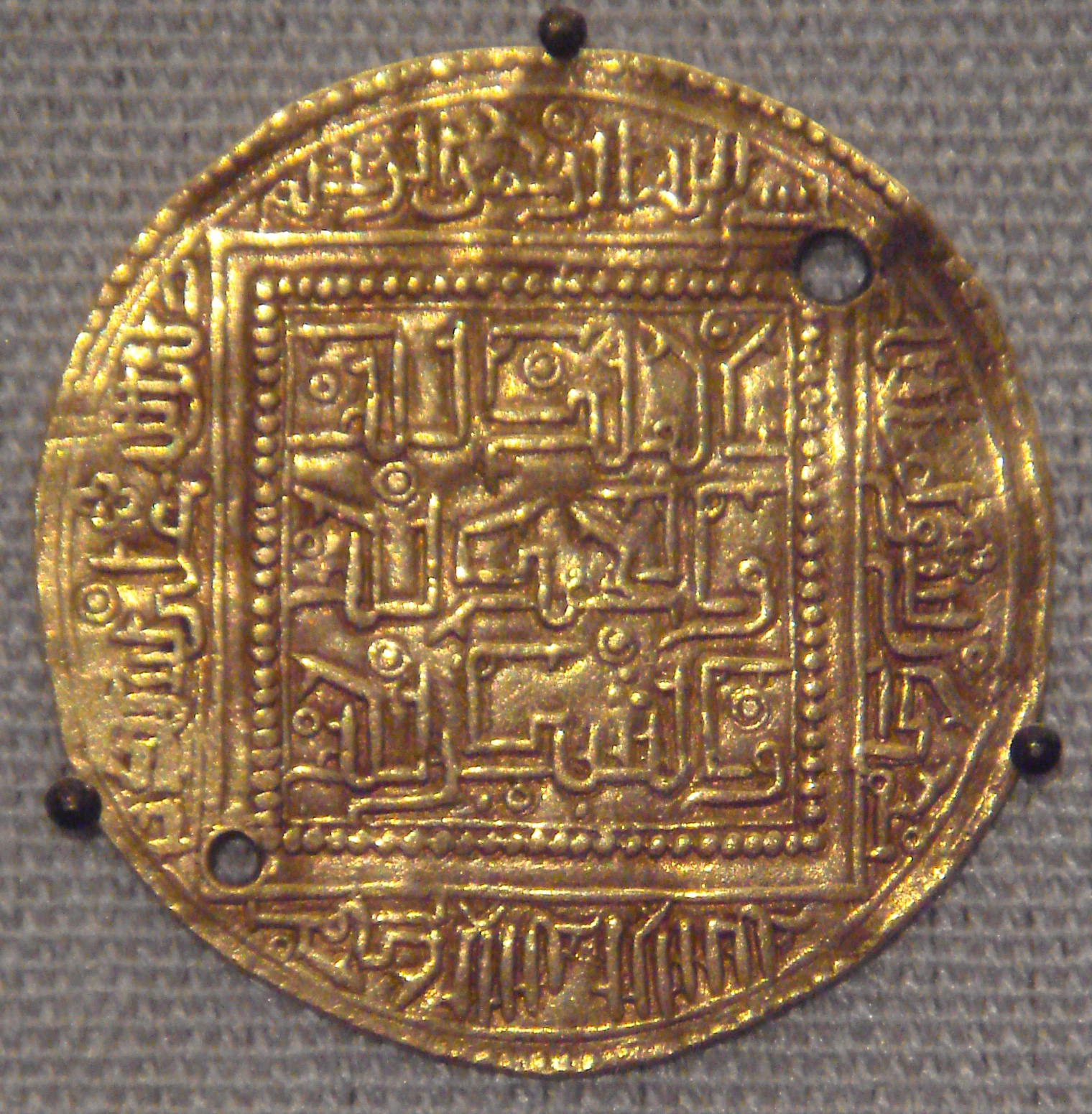
Moneta hafside coniata a Bijaya

La storia dell'Algeria fu, fin dall'antichità, fortemente legata alle vicende dell'area del Mediterraneo. Controllata in successione da Fenici, Cartaginesi, Romani, Vandali e Bizantini, la regione divenne parte dell'impero ottomano, per entrare poi nei domini francesi durante il colonialismo. Come per molti altri Stati, l'indipendenza (ottenuta nel 1962) fu seguita da un lungo periodo di instabilità politica .

## Dalla preistoria alla conquista romana

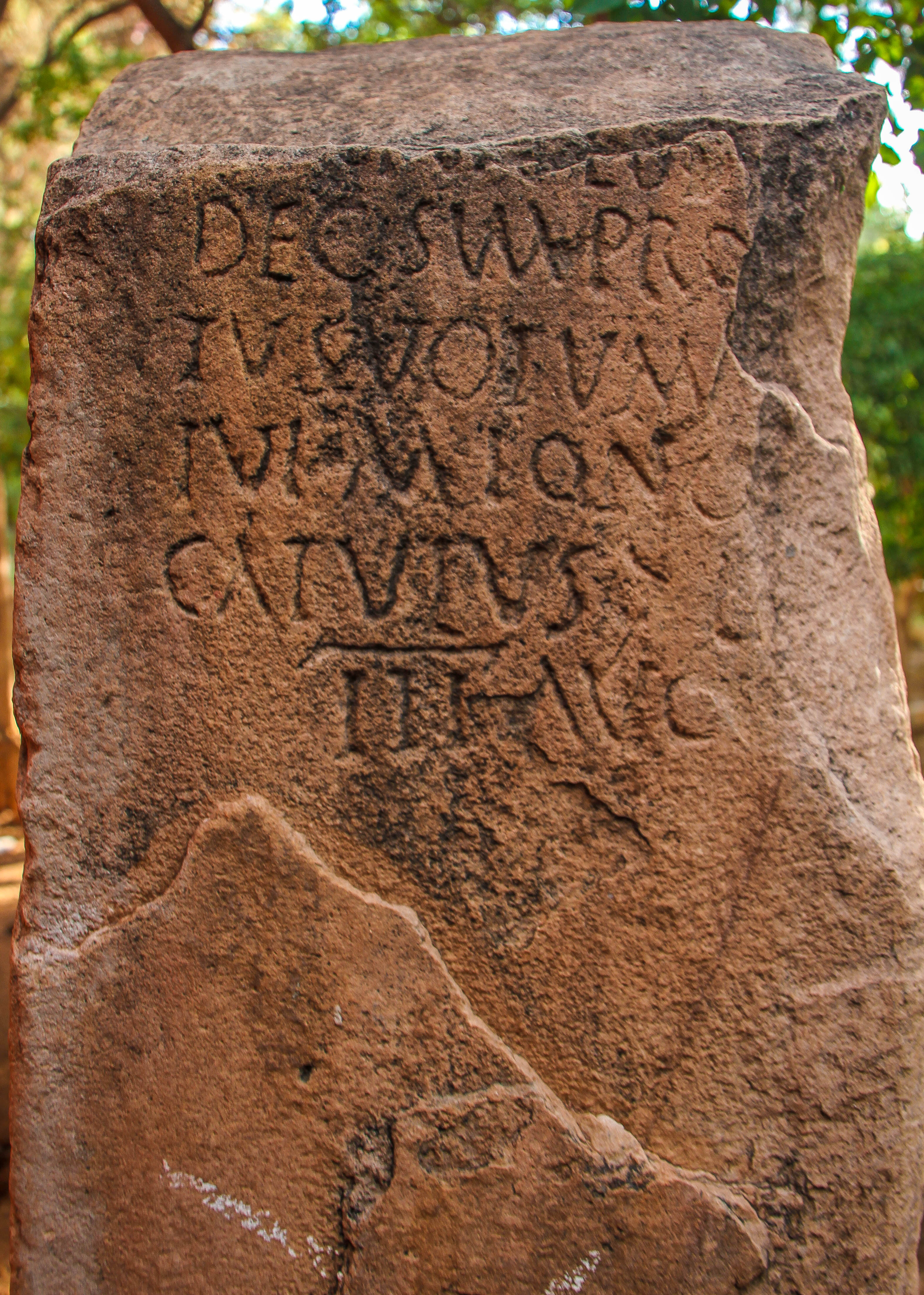
Iscrizione romana di Agueneb nella provincia di Laghouat

Abitata fin dai progenitori dell'uomo, nella preistoria, la regione dell'Algeria era una savana, abitata da popolazioni di cacciatori-raccoglitori, fino al passaggio all'economia di produzione (allevatori-agricoltori) tipica del Neolitico (VI millennio a.C.), come attestano numerose pitture rupestri, ad esempio nel Tassili n'Ajjer (estremo sud-est dell'Algeria), oggi parco nazionale.
Successivamente si stanziarono nell'area antiche popolazioni berbere come i Numidi (a est), i Mauri (a ovest) e i Getuli, tutti antenati degli attuali berberi. Gli antichi algerini comprendevano gruppi sia stanziali che nomadi, erano organizzati in tribù patriarcali e seguivano la religione animista. Come in altre parti dell'Africa, anche in Mauritania e Numidia le tribù si unirono formando talvolta veri e propri regni.

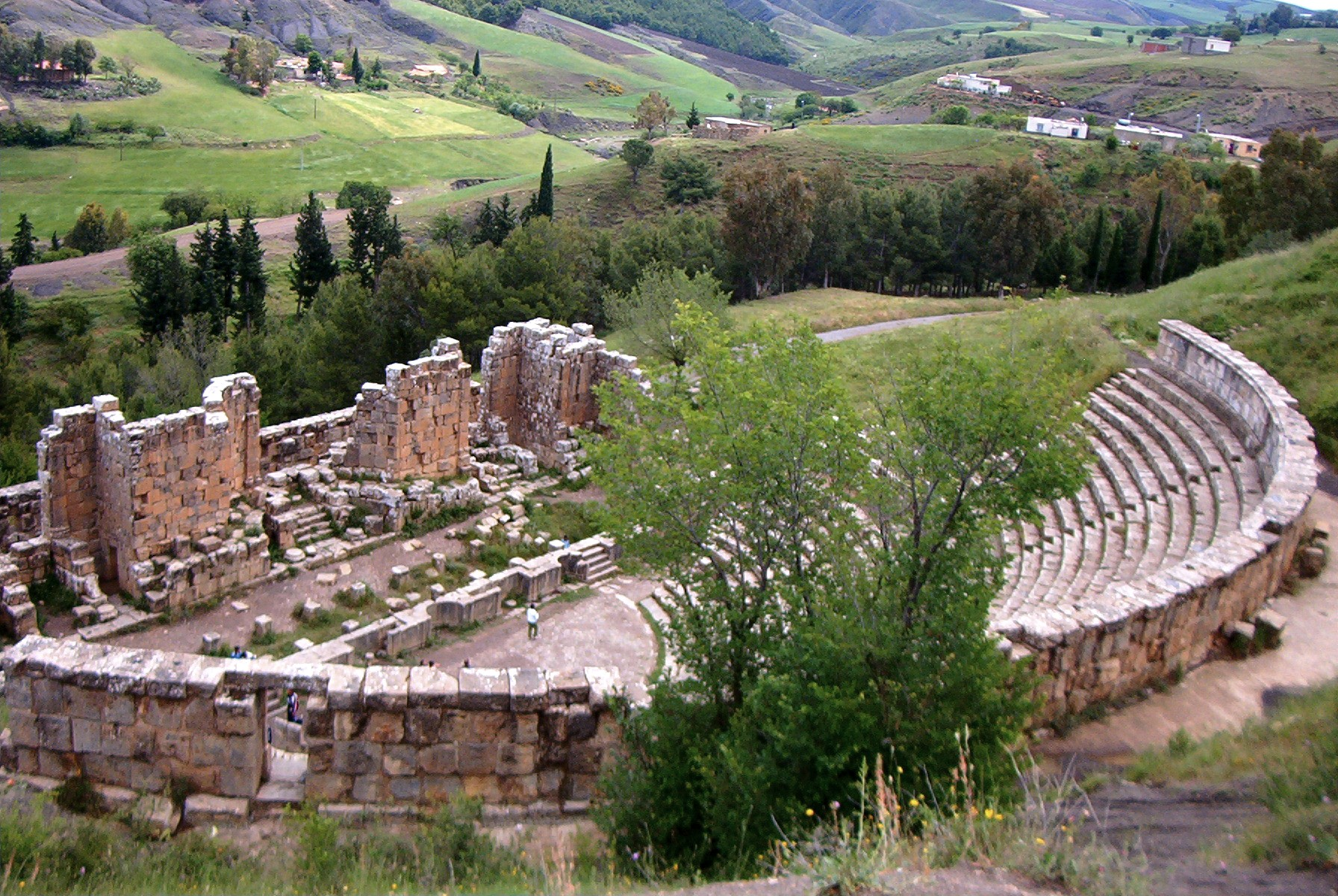
Teatro romano di Djémila

La maggior parte delle informazioni che abbiamo su di essi provengono da iscrizioni funerarie di età romana, ma sono sopravvissute anche molte costruzioni indigene, come le cosiddette tombe a ciuffo e alcuni siti archeologici, come Cirta (Costantina), Cuicul (Djémila) e il mausoleo dei re di Mauritania (vicino a Tipasa). Più recenti (età romano-cristiana o epoche successive) sono invece i dolmen, i cromlech e i menhir.
Dal VI secolo a.C., i popoli dell'antica Algeria entrarono in rapporti alternatamente conflittuali e collaborativi con la ex-colonia fenicia di Cartagine, che tendeva a espandere il proprio dominio lungo la costa mediterranea. Quando questa entrò in guerra con Roma, anche i Mauritani e soprattutto i Numidi si trovarono coinvolti: il re numida Massinissa fu il principale alleato di Roma in Africa. Vinta Cartagine, dalla metà del II secolo a.C. l'alternarsi di collaborazione e conflitto si replicò con Roma (specie sotto i re Giugurta di Numidia e Bocco di Mauritania alla fine del II secolo); anche i Numidi, che opposero una strenua resistenza sotto il re Giuba I, caddero tra il 46 e il 44 a.C. sconfitti dall'esercito di Cesare in quanto alleati di Pompeo. Tuttavia, la Numidia e la Mauritania restarono autonome, almeno nominalmente, con Giuba II, fino al 40 d.C., quando vennero integrate amministrativamente nell'Impero Romano. Oggi in Algeria restano numerosi siti archeologici romani: Tipasa, Timgad, Calama, Tigzirt, Ippona, Tébessa, Tidisse, e altri ancora.

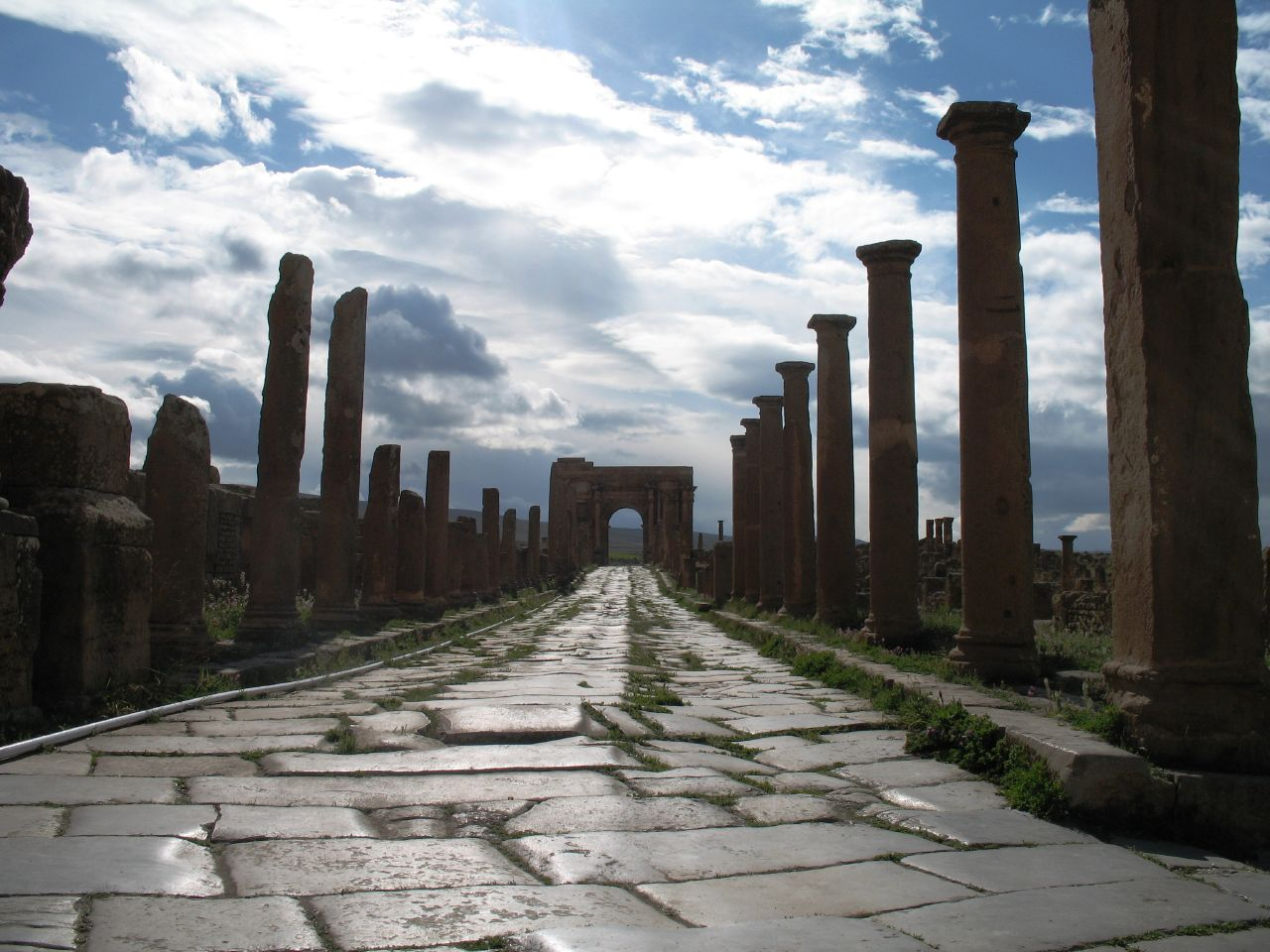
Sito archeologico romano di Timgad

A partire dal II secolo d.C. e certamente dal 256 d.C., la regione venne cristianizzata, presumibilmente a partire da Cartagine e dalle città della costa, e diede martiri e santi, il più famoso dei quali fu Agostino, vescovo d'Ippona. All'inizio del IV secolo, l'adesione dei berberi al donatismo fu finalizzata alla ribellione politica contro l'imperatore romano, ormai cristiano, che si spense solo con la dichiarazione d'eresia nel 409. Agostino chiese per i donatisti un trattamento caritatevole, contribuendo a riportare la pace religiosa. Nel 428-430 la regione fu strappata al morituro Impero Romano d'Occidente dai Vandali, barbari europei provenienti dalla Spagna, cristianizzati ma aderenti all'eresia di Ario (nel 430 morì Agostino), finché nel 534 non fu ripresa dall'Impero Romano d'Oriente, ossia l'Impero Bizantino.

## La conquista islamica
Gli Arabi giunsero per la prima volta in Algeria nella seconda metà del VII secolo e non vi crearono insediamenti stabili fino all'VIII, anche per l'accanita resistenza dei berberi fino al 708. Ancora nel IX secolo e X secolo, i berberi aderiscono al Kharigismo come modo di opporsi politicamente agli arabi, e saranno sconfitti solo dagli Ziridi, dinastia anch'essa berbera. L'influenza araba trasformò completamente la cultura della regione; si diffusero l'Islam e la lingua araba, e in seguito l'Algeria conobbe (insieme alla Tunisia) il dominio di una sequenza di dinastie arabe: gli Aghlabidi sunniti (IX secolo) e i Fatimidi sciiti (X secolo-XII secolo).

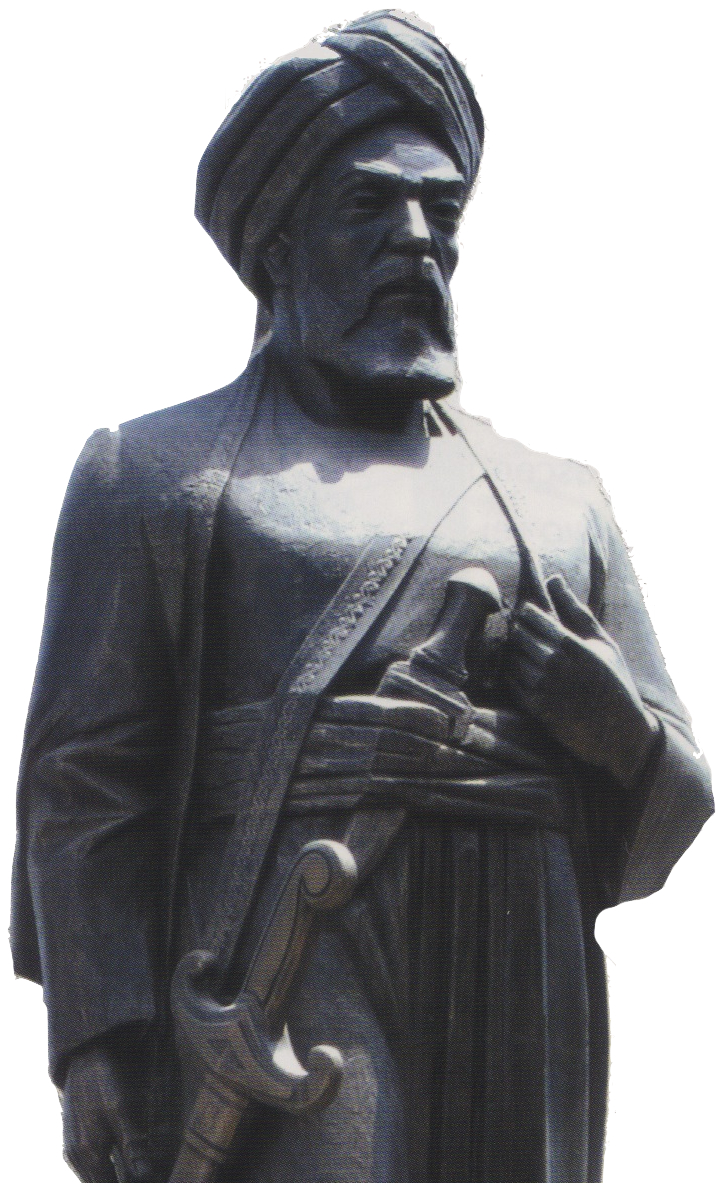
Buluggin ibn Ziri, primo della dinastia degli Ziridi, fondatore di Algeri

Questi ultimi furono seguiti dalla dinastia berbera degli Hammudidi (1014-1152), ramo degli Ziridi di Tunisia (972-1152), e dai berberi Zanata nell'ovest e sud dell'Algeria (e nord del Marocco), a cui succedettero alla fine dell'XI secolo gli Almoravidi, una dinastia sanhaja (come gli Ziridi) originaria del sud del Marocco e più tardi imparentata con gli Zanata.
La ribellione degli Almohadi (d'origine masmouda) nacque in Marocco verso la metà del XII secolo e, conquistato il Marocco fra il 1143 e il 1147, occupa l'Algeria e la Tunisia nel 1152. Sia gli Almoravidi che gli Almohadi furono anche signori di al-Andalus, sviluppando perciò sia commercio che conflitti con la Spagna cristiana. Quando gli Almohadi caddero nel 1269 e il loro impero si frantumò, in Algeria si imposero e regnarono gli Abdelwadidi del Regno di Tlemcen, una dinastia anch'essa di origine Zanata (ma l'est algerino era soggetto agli Hafsidi d'Ifriqiya).
Tuttavia, le dinastie eredi degli Almohadi furono soggetti in misura crescente alla pressione dei regni cristiani della riva nord del Mediterraneo occidentale, e in particolare della Spagna, frantumandosi e lasciando autonomia sulla costa ai corsari, con ciò rafforzando la determinazione spagnola. Per questa ragione, già nel 1516-1518 con Khayr al-Dīn Barbarossa Algeri accettò di diventare uno Stato barbaresco (ossia berbero) soggetto all'impero ottomano. L'Algeria ottomana perdurò fino al XIX secolo; a questo stato si può ricondurre la moderna identità nazionale algerina (precedentemente, l'Algeria non aveva mai avuto sorti indipendenti dai vicini Tunisia e Marocco). All'inizio del XIX secolo gli stati barbareschi furono oggetto di vittoriose azioni militari da parte dei vari paesi occidentali: gli Stati Uniti, la Gran Bretagna, i Paesi Bassi, e soprattutto la Francia.

## La colonizzazione francese
Nel 1794 il Dey di Algeri aveva sostenuto la Francia repubblicana finanziando l'acquisto di grano ma il prestito non era stato restituito. Inoltre, nel 1827 i francesi fortificarono un proprio deposito commerciale a la Calle in Algeria e il 30 aprile il dey ebbe un acceso diverbio con il console francese. Con il pretesto dell'offesa, Carlo X di Francia decise a fini di politica sia interna che estera la conquista dell'Algeria. 37.000 uomini s'imbarcarono sulla flotta nel maggio 1830, sbarcarono a Sidi Ferruch il 14 giugno e occuparono Algeri il 5 luglio.

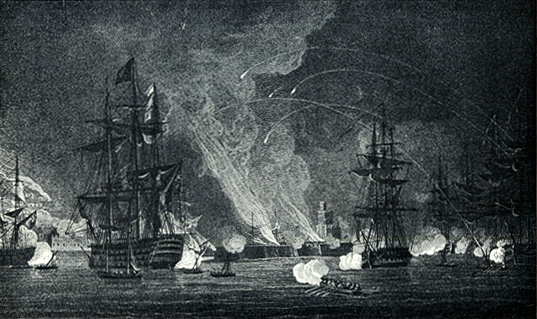
Bombardamento di Algeri nel 1816

Tuttavia, i francesi dovettero fronteggiare trent'anni di ostinata guerriglia per giungere a controllare tutto il paese. A ovest dal 21 novembre 1832 l'emiro Abd el-Kader oppose una strenua resistenza contro gli invasori europei, punteggiata da trattati (Desmichels, 24 febbraio 1834; di Tafna, 30 maggio 1837) e di riprese delle ostilità (15 ottobre 1839) fino alla resa (21 dicembre 1847). A sud, i francesi controllano i limiti del Sahara nel 1852, con la presa di Laghouat e di Touggourt, la capitolazione dei Beni-M’zab dello Mzab e quella del Souf. A est, in Cabilia, Lalla Fadhma n'Soumer guida la resistenza dei berberi, fino alla sconfitta nella battaglia di Zaatcha (autunno 1849) nell'Aurès, alla progressiva presa di Costantina, Piccola Cabilia e Grande Cabilia e infine alla cattura l'11 luglio 1857; un'ultima rivolta cabila fu spenta 14 anni dopo, e alla fine del 1871 l'Algeria francese era "pacificata". Tra il 1852 ed il 1871 le vittime ammontarono a circa 1.000.000 di persone, un terzo della popolazione; con la successiva espropriazione delle terre ai contadini, la colonizzazione di massa poteva cominciare.

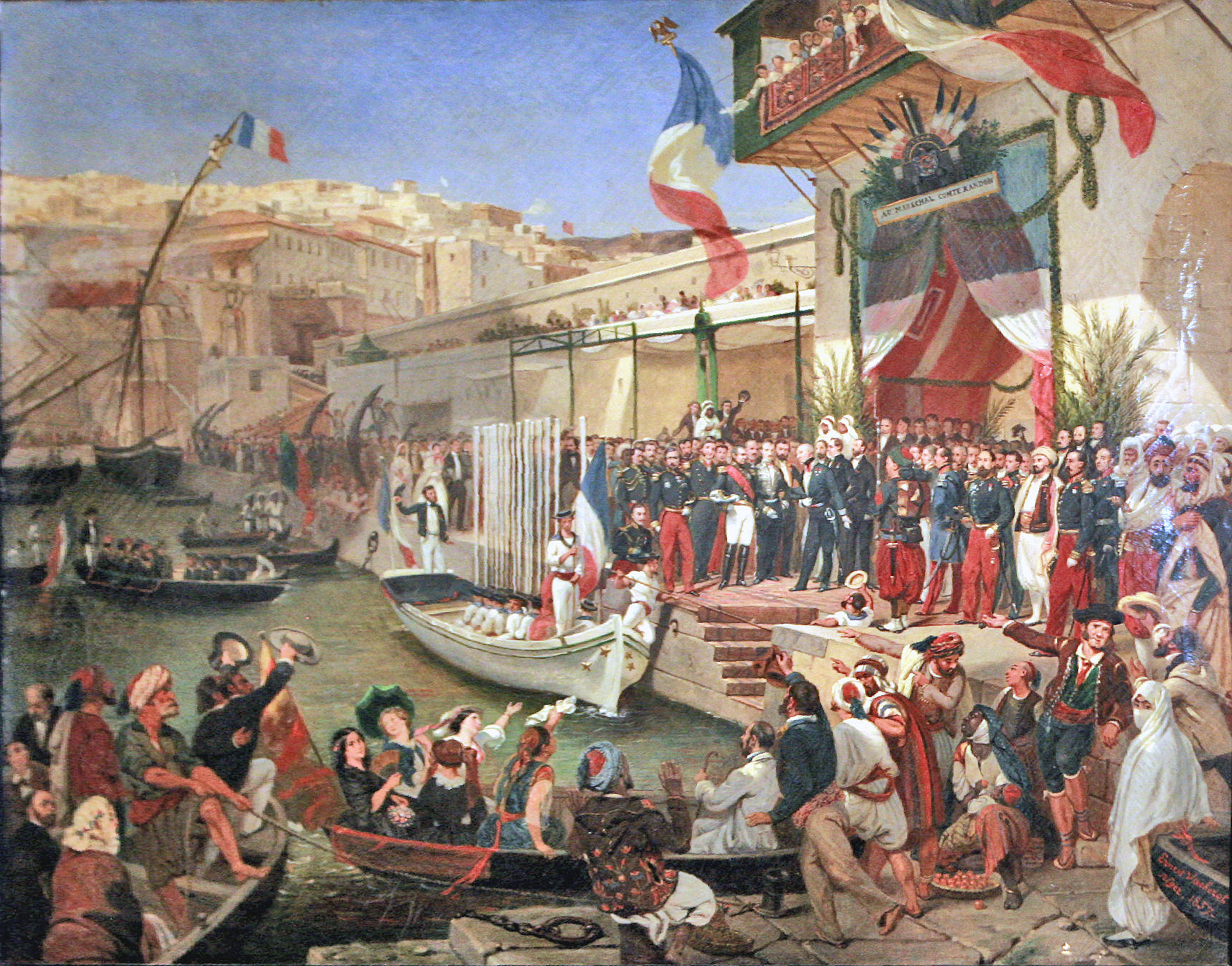
Arrivo del maresciallo Randon ad Algeri nel 1857

Già il 14 luglio 1865 Napoleone III attribuì il diritto alla nazionalità francese (su domanda) a tutti gli indigeni algerini tra le proteste dei coloni. Alla caduta di Napoleone, Adolphe Crémieux con l'omonimo decreto del 24 ottobre 1870 attribuì automaticamente la cittadinanza ai soli 37.000 ebrei d'Algeria. In questo modo si faceva spazio all'immigrazione dei profughi da Alsazia e Lorena, spossessati dai tedeschi. Il 28 giugno 1881 il code de l'indigénat, valido per tutte le colonie e applicato dal 1887, completò la discriminazione contro i musulmani d'Algeria distinguendo tra cittadini (metropolitani) e sudditi (indigeni), questi ultimi privi di quasi tutti i diritti politici (in particolare, minoritari per legge nei consigli municipali), soggetti alla shari'a anziché al code civil e di fatto non tenuti, ad esempio, all'istruzione obbligatoria pubblica. Al contrario, già nel 1889 la cittadinanza francese fu concessa agli stranieri residenti, in gran parte coloni provenienti dalla Spagna o dall'Italia (come gli Italo-algerini), così da unificare tutti i coloni europei (pieds-noirs) nel consenso politico alla discriminazione. Fra il 1865 e il 1930 solo 3.600 musulmani algerini otterranno, rinunciando solennemente alla legge coranica, la cittadinanza. Non soddisfatte, le lobby colonialiste non cessarono di domandare l'abrogazione del decreto Crémieux, che ottennero solo nel 1940 dal regime di Vichy. Solo dopo la seconda guerra mondiale, il 25 aprile 1945, la legge Lamine Guèye estese la cittadinanza francese a tutti i sudditi dell'impero coloniale.
I francesi ebbero sull'Algeria un'influenza politica, culturale e demografica che ha pochissimi paralleli nella storia del colonialismo in Africa, tanto che nel 1947 l'Algeria sarebbe stata parificata al territorio metropolitano francese. Uno degli effetti più evidenti è la diffusione della lingua francese, che Kateb Yacine definì "bottino di guerra", ma che incontra oggi notevoli ostacoli per via di una rigida politica di arabizzazione da parte dei governi fin qui succedutisi al potere.

## La decolonizzazione
I primi movimenti nazionalisti erano già sorti dopo la prima guerra mondiale. La Stella Nord-Africana (ENA, Etoile Nord-Africaine) viene fondata, sotto l'egida del PCF (Partito Comunista Francese) nel 1925 fra il proletariato algerino residente in Francia. Il primo segretario fu Hadj Abd-el-Kader, membro del comitato direttivo del PCF, mentre il presidente era Messali Hadj, membro anch'egli del PCF. Nel programma dell'ENA l'indipendenza nazionale era collegata alla liberazione sociale e si rivendicava la nazionalizzazione di banche, miniere, porti, ferrovie e servizi pubblici. L'ENA passò da 3.000 iscritti nel 1927 a 40.000 nel 1931. Il più noto e diffuso è il Partito del Popolo Algerino (PPA), fondato nel 1937 da Messali Hadj; messo fuorilegge dai francesi, fu rifondato nel 1946 con il nome di Movimento per il Trionfo della Libertà e della Democrazia (MTLD) dallo stesso Hadj, cui si accompagnava un'Organizzazione segreta (OS) dedita a sporadiche azioni armate. Nel periodo della seconda guerra mondiale, come altrove in Africa, ancor più in Algeria si consolidò il sentimento nazionalista e indipendentista. Nel 1945, i primi moti furono repressi duramente dai francesi in Cabilia.

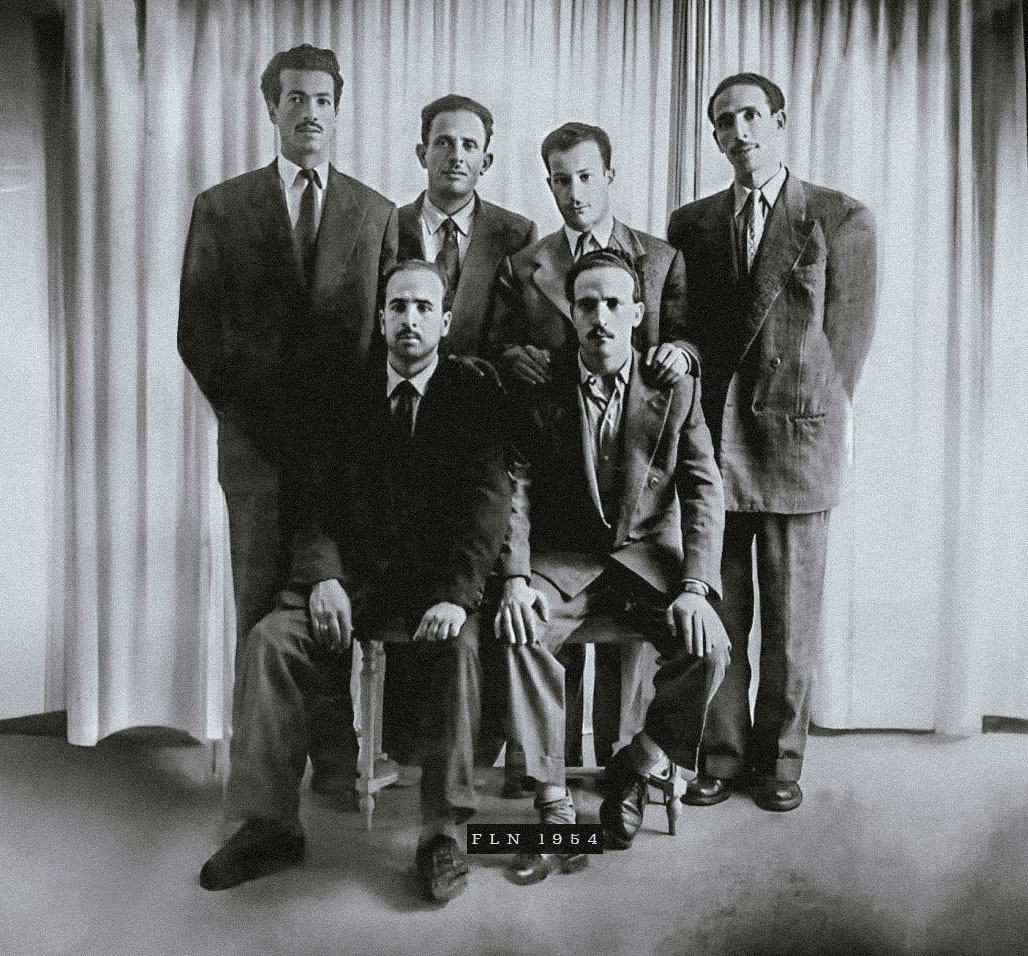
Sei capi del FLN subito prima del 1º novembre 1954. In piedi da sinistra: Rabah Bitat, Mostefa Ben Boulaïd, Didouche Mourad e Mohamed Boudiaf; seduti: Krim Belkacem a sinistra e Larbi Ben M'Hidi a destra.

Nel 1954 in Algeria vivevano 8 milioni di algerini musulmani (arabi e berberi) e 1 milione di "francesi d'Algeria" (pieds-noirs e ebrei). Nel 1954 erano presenti diverse organizzazioni politiche indipendentiste, fra cui l'Union démocratique du manifeste algérien (UDMA) di Ferhat Abbas (che nel maggio 1955 si unirà al FLN), il Mouvement national algérien (MNA) socialdemocratico di Messali Hadj e l'Associazione degli ulema musulmani algerini. Tuttavia, il ruolo decisivo sarà giocato dalla più radicale, il Comitato Rivoluzionario d'Unione e d'Azione (CRUA), fondato nel marzo 1954 da Hocine Aït Ahmed, Ahmed Ben Bella, Krim Belkacem, Mostefa Ben Boulaïd, Larbi Ben M'Hidi, Rabah Bitat, Mohamed Boudiaf, Mourad Didouche e Mohamed Khider, molti dei quali provenivano dall'esperienza del PPA, del MTLD e soprattutto dell'OS. Mentre alcuni (Ben Boulaïd, Bitat, Belkacem, Didouche, Ben M'Hidi) erano a capo delle zone interne, altri (Ait Ahmed, Ben Bella e Khider) operavano dall'estero (per esempio dal Cairo) gestendo l'importazione clandestina di armi verso l'Algeria; Boudiaf coordinava le zone e presiedeva il CRUA.
Il 10 ottobre dello stesso 1954 il CRUA decise di passare alle armi e formò il Fronte di Liberazione Nazionale (FLN), avente per obiettivo l'indipendenza, il cui esercito prese il nome di Armata di Liberazione Nazionale (ALN). La guerra civile esplose il primo di novembre, simultaneamente ad un appello radiofonico al popolo algerino, allargandosi a macchia d'olio dalla Cabilia a tutto il paese. Essendo il FLN politicamente ancora minoritario, l'ALN basava la propria azione su azioni non solo di guerriglia ma anche di terrorismo, così come d'altra parte fecero anche i francesi in diverse occasioni.
Nel gennaio 1955 morì in combattimento Didouche e in marzo fu arrestato Bitat, capo del FLN ad Algeri; prese le sue veci Abane Ramdane, mandato dalla Cabilia; nel maggio l'UDMA aderì al FLN, isolando il pacifista MNA; il 22 marzo 1956 morì Ben Boulaid. Nel settembre del 1955, l'ONU iniziò a occuparsi della situazione algerina e nel 1956, appena ottenuta l'indipendenza, Marocco e Tunisia tentarono una mediazione. Il 10 agosto 1956 la Casbah di Algeri subì il primo attentato organizzato dai coloni (73 vittime); la risposta venne il 30 settembre con il primo attentato nella parte europea della città (4 morti e 52 feriti). Il 20 agosto 1956 il FLN tenne un congresso nella valle della Soummam, in Cabilia, per porre le basi politiche dell'Algeria indipendente. A questo proposito, Ramdane, che aveva organizzato il congresso assieme a Ben M'Hidi, espresse chiaramente la necessità di subordinare il potere militare a quello politico. Altri membri dell'FLN (Ben Bella, Belkacem e altri) avevano però progetti diversi; Ramdane sarebbe stato assassinato il 27 dicembre 1957 a Tetuan (Marocco). Il 22 ottobre 1956 furono arrestati diversi capi dell'FLN (tra cui Ben Bella, Ait Ahmed, Khider, e Boudiaf) in seguito a un dirottamento dell'aereo che li portava a un incontro con il presidente della Tunisia e il re del Marocco. Il 1º dicembre il generale Raoul Salan viene nominato a capo della regione militare d'Algeria. Il 4 gennaio 1957 il presidente del consiglio francese Guy Mollet decise di affidare i pieni poteri civili e militari nel dipartimento di Algeri al generale Jacques Massu, a far data dal 7. Quello stesso giorno, una nuova azione di polizia, passata alla storia come battaglia di Algeri, fu intrapresa dai francesi per riprendere il controllo della città e privare la ribellione dei suoi leader (fra gli altri, Ben M'Hidi fu catturato il 16 febbraio, torturato e impiccato il 5 marzo); conclusasi l'8 ottobre, fu tecnicamente un successo. La resistenza tuttavia rimase attiva sulle montagne e soprattutto vinse la battaglia dell'opinione pubblica internazionale.
Nel 1958, anno di costituzione del Governo Provvisorio della Repubblica Algerina (GPRA) di Ferhat Abbas da parte del FLN, la questione algerina giunse a una svolta: approfittando di un'interminabile crisi di governo il 13 maggio i vertici delle forze armate ad Algeri, Raoul Salan (esercito), Philippe Auboyneau (marina) e Edmond Jouhaud (aviazione), alleati ai coloni, presero il potere ad Algeri, seconda città di Francia, e il 1º giugno, di fronte al rischio di un colpo di Stato a Parigi, il presidente della repubblica René Coty delegò i poteri al generale Charles de Gaulle, eroe della seconda guerra mondiale, che formò un governo di salute pubblica e annunciò una nuova costituzione, che verrà approvata con referendum popolare il 28 settembre: dal crollo della IV repubblica nasce la V repubblica. Il 21 dicembre de Gaulle sarà eletto presidente dai francesi.
Appena ricevuti i poteri dal Parlamento, il 4 giugno, de Gaulle aveva pronunciato un discorso ad Algeri, con l'affermazione Je vous ai compris e due giorni dopo a Mostaganem aveva gridato Vive l'Algérie française!. A sorpresa, già il 23 ottobre de Gaulle propose una "pace dei coraggiosi", rifiutata dal FLN e a dicembre rimosse Salan. Un anno dopo, il 16 settembre 1959 de Gaulle riconobbe pubblicamente il diritto all'autodeterminazione degli algerini, provocando tra l'altro gravissimi disordini e proteste da parte dei cittadini francesi in Algeria (le cosiddette "giornate delle barricate", del gennaio 1960); con il suo intervento diretto, De Gaulle ottenne la fedeltà dei militari e fece così fallire politicamente le proteste. Il 3 dicembre 1960 il generale Raoul Salan, il deputato Pierre Lagaillarde (guida dei coloni nel maggio 1958 e nel gennaio 1960), Jean-Jacques Susini e Joseph Ortiz fondarono l'Organizzazione dell'Armata Segreta (OAS). L'8 gennaio 1961, un referendum tra i francesi della madrepatria convocato da De Gaulle riconobbe il diritto all'autodeterminazione dell'Algeria. Di conseguenza si organizzarono e tennero gli incontri franco-algerini di Évian. In reazione a questi fatti, da un lato l'OAS firmò la sua prima azione pubblica l'11 marzo, dall'altro, dal 21 al 26 aprile fu tentato un colpo di Stato ad Algeri, guidato da quattro generali in pensione (Salan, Jouhaud, Challe e Zeller), che fallì anche grazie a un discorso televisivo del presidente De Gaulle in divisa da generale il 23 aprile. In seguito a questo fallimento Salan entrò in clandestinità e prese forza l'OAS, che si oppose al GPRA, mettendo in atto diverse azioni terroristiche, soprattutto verso i francesi favorevoli all'autodeterminazione e verso civili musulmani, culminanti nella insurrezione di Bab el-Oued (13 marzo 1962) e nell'operazione Rock'n'Roll (15 marzo 1962).
Il conflitto si concluse il 19 marzo 1962 con un trattato firmato ancora a Évian, che prevedeva il cessate-il-fuoco e la legalizzazione del FLN. I piani insurrezionali dell'OAS fallirono, così come i tentativi di impedire il rimpatrio dei coloni e, infine la politica della terra bruciata. Il 25 marzo Jouhaud venne arrestato a Orano e il 20 aprile Salan venne arrestato ad Algeri. 100.000 coloni lasciarono l'Algeria in maggio. Il 17 giugno Susini a nome dell'OAS firmò un accordo di cessazione delle ostilità contro il GPRA. In seguito a un referendum per l'autodeterminazione, tenutosi il 1º luglio 1962 con esito positivo, il 3 luglio la Francia dichiarò l'Algeria indipendente. Alla fine dell'anno restavano solo 100.000 "francesi d'Algeria", un decimo rispetto a solo 8 anni prima.

## L'Algeria indipendente
Immediatamente dopo aver ottenuto l'indipendenza, l'Algeria fu scossa dai conflitti interni fra le diverse fazioni che aspiravano al potere, in particolare tra il GPRA (Governo Provvisorio della Repubblica Algerina, firmatario degli accordi di pace di Evian con la Francia), più pluralista diretto da Abbas e Belkacem (sostenuto da Ait Ahmed, Bitat, Mohamed Boudiaf), e l'esercito partigiano ANP (Armata Nazionale Popolare), più militarista e dittatoriale condotto da Houari Boumédiène (sostenuto da Ben Bella e Khider).
In un primo tempo, lo stesso Houari Boumédiène cercò l'appoggio del capo storico (dell'interno) Mohamed Boudiaf promettendogli il sostegno dell'Esercito qualora avesse accettato di guidare la nuova Algeria, soprattutto, per ricomporre la frattura tra politici e militari. Lo stesso Mohamed Boudiaf rifiutò qualsiasi investitura che provenisse dall'Esercito e si dichiarò disponibile solo attraverso un normale processo democratico con elezioni libere e pluraliste. Houari Boumédiène offrì, allora, il sostegno militare all'altro capo storico (dell'esterno), cioè, Ben Bella a condizione che egli avviasse la costruzione di un socialismo di tipo sovietico e con gli aiuti sovietici (ANP è stata equipaggiata dall'URSS e formata da istruttori sovietici fino ai tempi di Chadli).
Nonostante questa crisi, il 20 settembre 1962 si tennero le elezioni per l'Assemblea Costituente, da cui uscì vincitore lo stesso Ben Bella, designato primo capo di governo dell'Algeria indipendente. Tra il 1962 e il 1963 furono vietati il Partito Comunista Algerino (PCA), ma anche le formazioni politiche di vecchi militanti del FLN come il Partito della Rivoluzione Socialista (PRS) di Boudiaf e il Fronte delle Forze Socialiste (FFS) di Ait Ahmed.
L'8 settembre 1963, l'Assemblea Costituente emise una nuova Costituzione in cui l'Algeria veniva dichiarata repubblica presidenziale, e Ben Bella divenne presidente. La manovra di Ben Bella fu vista da molte parti come il primo passo verso l'instaurazione di un regime militare e comunque a partito unico (il "nuovo" FLN). Un movimento armato ribelle, nato in Cabilia e guidato da Aït Ahmed, fu represso nel sangue. In seguito, Ben Bella mise in atto una serie di riforme di ispirazione socialista, perché in tutta l'Algeria si stava diffondendo l'autogestione spontanea, cioè, la sistematica appropriazione dei processi produttivi da parte dei lavoratori che conoscevano ancora i processi di lavorazione dopo essere rimasti senza i “padroni francesi”.
Le risoluzioni finali del 3º congresso del FLN (aprile 1964) esimevano il presidente da ogni responsabilità sia verso il FLN sia verso l'Assemblea Nazionale. Ben Bella ne approfittò per cercare di isolare l'ormai troppo potente Houari Boumédiène, primo vicepresidente e Ministro della difesa e da sempre suo sostenitore, licenziando man mano i suoi seguaci fino al ministro degli esteri Abdelaziz Bouteflika.
Il 19 giugno 1965, il colonnello Boumédiène diede luogo al “raddrizzamento rivoluzionario” che nient'altro era se non un colpo di Stato, appoggiato fra gli altri da Bitat, a cui seguirono violenti disordini, arresti in massa di militanti di sinistra, condanne all'esilio e la nascita di nuove organizzazioni armate antigovernative. In realtà Houari Boumédiène rimproverava a Ben Bella la sua incapacità a trasformare l'autogestione, diffusa ma popolare, in gestione di Stato del socialismo su modello sovietico. Per questo, lo stesso Houari Boumédiène definì la propria operazione un “Raddrizzamento Rivoluzionario”.
L'Algeria conobbe un importante sviluppo economico e sociale sotto il suo governo. Tra il 1962 e il 1982, la popolazione algerina passa da 10 a 20 milioni di persone e, in massa rurale prima dell'indipendenza, è urbanizzata al 45%. Il reddito annuo pro capite, che non superava i 2.000 franchi (305 euro) nel 1962, supera gli 11.000 franchi (1.677 euro) venti anni dopo, mentre il tasso di scolarizzazione oscilla dal 75 al 95% a seconda delle regioni, lontano dal 10 % dell'Algeria francese. Essendo le possibilità agricole significativamente limitate dal deserto, Boumediène si rivolge allo sviluppo industriale. Per il periodo 1967-1969 è stato elaborato un piano triennale al quale fanno seguito due piani quadriennali (1970-1973 e 1974-1977). Si accompagnano a grandi lavori, come la Transsahariana (o «strada dell'unità») che collega il Mediterraneo all'Africa nera o la «diga verde», foresta da piantare in vent'anni per impedire l'avanzata del deserto. La rete stradale è notevolmente estesa all'interno del territorio algerino (la rete sviluppata sotto la colonizzazione rimaneva circoscritta alle città portuali).
Un primo tentativo di rovesciare Boumédiène ebbe luogo nel 1967, ma non ebbe successo. Boumédiène fece probabilmente uccidere dai servizi segreti Khider (in esilio in Spagna) nel 1967 e Belkacem (in esilio in Germania) nel 1970. Sempre nel 1967, l'Algeria dichiarò guerra ad Israele, prendendo così parte nella guerra arabo-israeliana, anche se truppe algerine non entrarono di fatto mai in azione.
Boumédiène proseguì la politica socialista statalista di Ben Bella, statalizzando l'industria petrolifera nel 1971, per poi sviluppare ulteriormente la riforma agraria e istituire un servizio di assistenza nazionale. Il tutto, mantenendo il FLN come partito unico ma continuando a sottoporlo alle forze armate. Nel 1976, la costituzione venne modificata dichiarando ufficialmente l'Algeria stato socialista.
Alla morte di Boumédiène (27 dicembre 1978) salì al potere Chadli Bendjedid, il più anziano in grado fra i militari, che instaurò un regime presidenziale con mandato quinquennale del presidente. Chadli (riconfermato nel 1984 e poi ancora nel 1988) mise in atto una politica più moderata dei suoi predecessori, indebolendo il potere repressivo e cercando anche la riconciliazione fra i diversi gruppi politici algerini. Emarginò Bouteflika, fece rilasciare Ben Bella, favorì il rientro di Ait Ahmed e portò avanti accordi con la Francia per favorire il ritorno in patria di 800.000 profughi che avevano lasciato il paese negli anni precedenti. Nella prima metà d'ottobre 1988 scoppiano dei moti popolari che accelerarono la democratizzazione. Nel 1989, la nuova costituzione introdusse numerose riforme in senso democratico; per la prima volta nella storia dell'Algeria indipendente, divenne possibile formare partiti politici (precedentemente, l'FLN era l'unico partito legale).

## La guerra civile
Nel 1990, le elezioni amministrative furono vinte con il 54% dal Fronte Islamico di Salvezza (FIS) di Abassi Madani e Ali Belhadj, che, guidato da Abdelkader Hachani dopo l'arresto dei primi due, si aggiudicò anche il primo turno delle successive elezioni politiche (26 dicembre 1991) in tutto il paese fuorché Algeri, il sud e l'est. Su 430 seggi 231 furono assegnati in questo modo: FIS 47,3% e 188 seggi, FLN 23,4% e 15, FFS 7,4% e 25, MSP 5,3% e 0, indipendenti 4,5% e 3, altre liste (tutte <3%) 12,1% e 0. Il secondo turno sarebbe stato un ballottaggio fra i due candidati più votati e avrebbe reso molto probabile una maggioranza dei due terzi al FIS, che avrebbe messo quest'ultimo in grado di modificare la costituzione laica.
L'11 gennaio 1992 l'esercito prese il potere con un colpo di Stato, rendendo inevitabili le dimissioni del presidente, che Chadli annunciò alla televisione. Con questo brusco arresto al processo di democratizzazione messo in atto da Chadli, il controllo del paese passò nelle mani di una giunta militare ("Supremo Consiglio di Sicurezza") che affidò la gestione politico amministrativa ad un "Supremo Comitato di Stato" di cinque membri (un militare, due del FLN e due indipendenti) guidato, su richiesta dei militari, dal vecchio resistente Muhammad Boudiaf, richiamato dall'esilio ma assassinato poi il 29 giugno 1992 e succeduto da Ali Kafi, fino al 30 gennaio 1994. Nel 1993 la giunta interruppe le relazioni diplomatiche con Teheran.
Questi due anni furono un periodo di repressione, censura dell'informazione e arresti di natura politica: sospese molte garanzie costituzionali, migliaia di militanti del FIS furono incarcerati; il 4 marzo 1992 il FIS fu dissolto e nell'estate Madani e Belhadj furono condannati a 12 anni di carcere. L'immediata reazione islamista al colpo di Stato fu la formazione del Movimento Islamico Armato (MIA) dedito alla guerriglia contro l'esercito e la polizia nelle montagne e del più radicale Gruppo Islamico Armato (GIA) nelle città (soprattutto ad Algeri e dintorni), formato in gran parte da ex-volontari anti-sovietici in Afghanistan e poi anti-serbi in Bosnia e dedito al terrorismo contro i funzionari civili, gli intellettuali laici e i giornalisti. Più tardi, il MIA e altri gruppi minori presero il nome di AIS, per sottolineare la loro fedeltà politica al FIS, mentre il GIA ne era ormai autonomo e a sua volta subiva la scissione del qaidista Gruppo Salafita per la Predicazione e il Combattimento (GSPC).
Il 30 gennaio 1994 divenne Capo dello Stato il generale Liamine Zéroual, già ministro della difesa dal luglio 1993, che favorì la riconciliazione, ottenuta anche grazie alla mediazione della Comunità di Sant'Egidio, che il 14 gennaio 1995 fece approvare un accordo fra tutti i partiti di opposizione laici e islamici, a cui aderì anche il FIS e a cui il governo rispose con un atto politico: l'indizione delle prime elezioni presidenziali pluraliste. Zéroual vinse le elezioni presidenziali del 16 novembre 1995 con il 61,0% dei voti; Mahfoud Nahnah, il candidato islamista moderato (MSP, in arabo HaMaS) ottiene il 25,3%, il candidato laicista (RCD) Saïd Saadi il 9,6%, un secondo candidato islamista (PRA) il 3,8%. Votò il 75% degli elettori, nonostante i tre partiti principali del 1992 avessero diffuso appelli all'astensione e il GIA minacce di morte. Tuttavia, i colloqui di pacificazione avviati da Zéroual con il FIS portarono alla rottura del GIA con l'AIS; e quindi anche fra il 1994 e il 1998 il paese fu scosso da numerosi attentati terroristici, la maggior parte dei quali indirizzati dal GIA contro gli stessi algerini: furono sterminati interi villaggi, soprattutto intorno ad Algeri, e uccisi, tra l'altro, molti dei pochi preti e monaci cattolici, ma anche svariati dirigenti dell'AIS. Le elezioni parlamentari del 5 giugno 1997 videro la vittoria di un nuovo partito pro-militari (RND) che ottenne 156 seggi su 380 (MSP e FLN più di 60 ciascuno): i massacri del GIA fallirono il loro obiettivo politico e anzi favorirono la scissione fra GIA e GSPC nel 1998 e il cessate il fuoco unilaterale proclamato dall'AIS il 24 settembre 1997. Un governo di coalizione fu formato dai tre partiti principali sotto la guida del capo del RND Ahmed Ouyahia.
A sorpresa, l'11 settembre 1998 Zéroual annunciò le dimissioni. Le elezioni presidenziali del 15 aprile 1999 videro la vittoria di Abdelaziz Bouteflika, erede politico di Boumedienne e presidente sino al 2019. I risultati ufficiali gli assegnarono il 74% dei voti, ma tutti gli altri candidati si erano ritirati prima delle votazioni citando il rischio di brogli. Il 5 giugno l'AIS concordò il principio del proprio scioglimento e il 16 settembre fu approvata con un referendum un'amnistia; l'AIS si sciolse il 1º gennaio 2000, in cambio di una seconda e più ampia amnistia proclamata da Bouteflika il 13 gennaio 2000. Il GIA venne distrutto militarmente all'inizio del 2002. Le elezioni parlamentari del 30 maggio 2002 videro una partecipazione del 46,2% e il FLN vincere con 190 seggi su 380, il RND scendere a 47 seggi e il MSP a 38 (43 all'islamista MRN e 21 al Partito dei lavoratori), ma il governo di coalizione continuò. Madani e Belhadj furono liberati nel 2003 senza conseguenze. L'elezione presidenziale dell'8 aprile 2004 ha visto la rielezione di Bouteflika con l'85% e il sostegno dei due partiti principali. Del tutto isolato, il GSPC ha ufficialmente aderito ad al-Qāʿida nel gennaio 2007. Le elezioni parlamentari del 17 maggio 2007 (partecipazione 35,6%) hanno assegnato 136 seggi al FLN, 61 al RND, 52 al MSP, 26 al PT, 19 al RCD e 13 al FNA. Le elezioni locali si sono tenute il 29 novembre.

## Le richieste di democrazia
La primavera del 2001 venne contrassegnata da grandi movimenti di piazza nella regione della Cabilia, che —nati per protestare contro l'uccisione di un giovane in una caserma di gendarmeria— si estesero fino a reclamare maggiore libertà e democrazia. Questo movimento venne represso con estrema durezza: i gendarmi spararono sulla folla e oltre 100 persone rimasero uccise (la cosiddetta "primavera nera"). Le istanze della popolazione vennero raccolte in una piattaforma in 15 punti (la "piattaforma di El-Kseur"), in cui si richiedeva una maggiore democrazia e la fine dell'impunità per i colpevoli. Il governo non accolse le richieste, che vennero portate ad Algeri il 14 giugno 2001 in quella che fu la più colossale manifestazione dopo l'indipendenza, con più di un milione di partecipanti. E in risposta a questo disinteresse la popolazione della Cabilia, auto-organizzata nelle originali strutture degli Aarch (confederazioni delle antiche tribù, basate sulla democrazia diretta) boicottò il voto in tutte le scadenze elettorali successive (le legislative del 30 maggio 2002, le amministrative del 10 ottobre 2002 e le presidenziali dell'8 aprile 2004), creando di fatto un fossato tra sé e il resto dello Stato algerino.
Anche se in seguito è ripresa, sia pure molto limitatamente, la partecipazione al voto anche in Cabilia, il problema della democratizzazione del paese rimane tuttora senza risposta.

## Proteste in Algeria del 2010-2012
Nel contesto delle proteste nel mondo arabo avvenute in numerosi stati del Nordafrica e del Vicino Oriente tra la fine del 2010 e i primi mesi del 2011, avvennero proteste anche in Algeria. Nel gennaio 2010 ci furono scontri tra manifestanti e polizia ad Algeri, dove il partito di opposizione "Raggruppamento per la Cultura e la Democrazia" capeggiava le proteste. I provvedimenti correttivi del governo non fermarono le migliaia di manifestanti, per la maggior parte attivisti dei partiti d'opposizione e sindacalisti, che si unirono attorno alla richiesta di dimissioni del presidente Abdelaziz Bouteflika, al potere da quasi 12 anni. Questi, in seguito alle numerose manifestazioni arrivò ad annunciare numerose misure economiche e sociali, per combattere la disoccupazione, in particolare giovanile, e si impegnò a sostenere la creazione, entro cinque anni, di 3 milioni di posti di lavoro, e la costruzione di migliaia di alloggi.